# Liste der Baudenkmale in Jarmen
In der Liste der Baudenkmale in Jarmen sind alle denkmalgeschützten Bauten der Stadt Jarmen (Mecklenburg-Vorpommern) und ihrer Ortsteile aufgelistet. Grundlage ist die Veröffentlichung der Denkmalliste des Kreises Demmin mit dem Stand vom 18. Dezember 1996.

## Baudenkmale nach Ortsteilen

### Jarmen
| ID | Lage                                | Bezeichnung                                                                               | Beschreibung | Bild                                                                                      |
| -- | ----------------------------------- | ----------------------------------------------------------------------------------------- | --- | ----------------------------------------------------------------------------------------- |
|    | Alter Markt 6 (Karte)               | Fassade des Wohn- und Geschäftshauses                                                     | |                                                                                           |
|    |                                     | Meilenstein (Rundsockelstein, B 110, km 68,7)                                             | |                                                                                           |
|    |                                     | Meilenstein (Meilenobelisk, B 110/B 96, Ecke Molkerei)                                    | |                                                                                           |
|    | Bleichwiesenweg (Karte)             | Hafen mit Mühle, Silo, Getreidereinigung und Verwaltungsgebäude und drei Silo „Peeneland“ | Mühle von 1907 | Hafen mit Mühle, Silo, Getreidereinigung und Verwaltungsgebäude und drei Silo „Peeneland“ |
|    | Dampferweg 3 (Karte)                | Wohnhaus                                                                                  | |                                                                                           |
|    | Demminer Straße 11 (Karte)          | Schule                                                                                    | |                                                                                           |
|    | Demminer Straße 14 (Karte)          | Post                                                                                      | |                                                                                           |
|    | Demminer Straße 20 (Karte)          | Wohnhaus                                                                                  | |                                                                                           |
|    | Demminer Straße 22 (Karte)          | Wohnhaus                                                                                  | |                                                                                           |
|    | Demminer Straße 24 (Karte)          | Wohnhaus                                                                                  | |                                                                                           |
|    | Demminer Straße 30 (Karte)          | Wohnhaus                                                                                  | |                                                                                           |
|    | Demminer Straße 32 (Karte)          | Wohnhaus                                                                                  | |                                                                                           |
|    | Demminer Straße 34 (Karte)          | Wohnhaus                                                                                  | |                                                                                           |
|    | Dr.-Georg-Kohnert-Straße 1 (Karte)  | Wohn- und Geschäftshaus                                                                   | |                                                                                           |
|    | Dr.-Georg-Kohnert-Straße 2 (Karte)  | Wohn- und Geschäftshaus                                                                   | |                                                                                           |
|    | Dr.-Georg-Kohnert-Straße 5 (Karte)  | Rathaus                                                                                   | 2-gesch. Putzbau mit Dachtürmchen vom Anfang des 19. Jh.                                                                                 | Rathaus                                                                                   |
|    | Dr.-Georg-Kohnert-Straße 8 (Karte)  | Wohn- und Geschäftshaus                                                                   | |                                                                                           |
|    | Dr.-Georg-Kohnert-Straße 10 (Karte) | Wohn- und Geschäftshaus                                                                   | |                                                                                           |
|    | Dr.-Georg-Kohnert-Straße 14 (Karte) | Wohn- und Geschäftshaus                                                                   | |                                                                                           |
|    | Dr.-Georg-Kohnert-Straße 19 (Karte) | Wohnhaus                                                                                  | |                                                                                           |
|    | Dr.-Georg-Kohnert-Straße 22 (Karte) | Wohnhaus                                                                                  | |                                                                                           |
|    | Fabrikstraße 1 (Karte)              | Wohnhaus                                                                                  | |                                                                                           |
|    | (Karte)                             | Friedhofskapelle                                                                          | |                                                                                           |
|    | (Karte)                             | Kirche und Kirchhof                                                                       | Neugotische, einschiffige Backsteinkirche von 1863; Untergeschoss vom erh. gotischem mittelalterlichen Feldsteinturm wurde zur Vorhalle. | Kirche und Kirchhof                                                                       |
|    | Kirchstraße 3 (Karte)               | Wohnhaus                                                                                  | |                                                                                           |
|    | Lange Straße 21 (Karte)             | Wohnhaus                                                                                  | |                                                                                           |
|    | Lange Straße 24 (Karte)             | Wohn- und Geschäftshaus                                                                   | |                                                                                           |
|    | Lindenstraße 15 (Karte)             | Altersheim „Annastift“                                                                    | 2-gesch. Putzbau mit Mansarddach; früher Ambulanz, heute Altenheim                                                                       | Altersheim „Annastift“                                                                    |
|    | Neuer Markt 5 (Karte)               | Kaufhaus                                                                                  | 2-gesch. Putzbau als Geschäftshaus (Läden) von 1912 mit mächtigem, 3-achsigem, 3-gesch. Giebel, Mansarddach und Jugendstilelementen.     | Kaufhaus                                                                                  |
|    | Neuer Markt 6 (Karte)               | Wohnhaus                                                                                  | 1-gesch. Pfarrhaus als Putzbau mit Portikus auf vier dorischen Säulen.                                                                   | Wohnhaus                                                                                  |
|    | Neuer Markt (Karte)                 | Gedenkstein OdF                                                                           | |                                                                                           |
|    | Parkstraße 10                       | Wohnhaus                                                                                  | |                                                                                           |
|    | Rosenstraße 3 (Karte)               | Wohnhaus                                                                                  | |                                                                                           |
|    | Rosenstraße (Karte)                 | Turnhalle                                                                                 | |                                                                                           |
|    | Schützenplatz (Karte)               | Schützenhaus mit Saalanbau                                                                | | Schützenhaus mit Saalanbau                                                                |
|    | Speicherstraße 8 (Karte)            | Wohnhaus                                                                                  | |                                                                                           |
|    | Treptower Straße 3 (Karte)          | Wohnhaus                                                                                  | |                                                                                           |
|    | Wallstraße 6 (Karte)                | Wohnhaus                                                                                  | |                                                                                           |
|    | Wallstraße 19 (Karte)               | Wohnhaus                                                                                  | |                                                                                           |
|    | Wallstraße 34 (Karte)               | Haustür                                                                                   | |                                                                                           |

### Groß Toitin
| ID | Lage    | Bezeichnung         | Beschreibung | Bild                |
| -- | ------- | ------------------- | ------------ | ------------------- |
|    | (Karte) | Kirche mit Friedhof |              | Kirche mit Friedhof |

### Plötz
| ID | Lage                  | Bezeichnung      | Beschreibung | Bild             |
| -- | --------------------- | ---------------- | --- | ---------------- |
|    | (Karte)               | Schloss mit Park | 2-gesch., 7-achs., sanierter Putzbau von um 1866 mit 5-gesch. Turm; Gut der Familien von Appeldorn (um 1230), Speckin, von Lepell, Maltzan, Mardefeldt, von Kirchbach, von Ramin, Trebra und von Heyden (1820–1945). | Schloss mit Park |
|    | Dorfstraße 19 (Karte) | Tagelöhnerkaten  | |                  |
|    | (Karte)               | Kirche Plötz     | | Kirche Plötz     |

## Quelle
- Bericht über die Erstellung der Denkmallisten sowie über die Verwaltungspraxis bei der Benachrichtigung der Eigentümer und Gemeinden sowie über die Handhabung von Änderungswünschen (Stand: Juni 1997)

- Karte mit allen Koordinaten:
- OSM |
- WikiMap